# Серов, Василий Родионович
Васи́лий Родио́нович Серо́в (23 января (4 февраля) 1829, Гурьев—14 (27) июля 1901, там же) — русский военачальник, уральский казак, генерал-лейтенант, участник Туркестанских походов.

## Биография
Родился 23 января (4 февраля) 1829 года в Гурьеве. Окончил Неплюевский кадетский корпус в Оренбурге, из которого выпущен 23 декабря 1844 года урядником.
Служил в Уральской войсковой канцелярии, затем начальником казачьих Приузенских хуторов. В составе 7-го Уральского казачьего полка участвовал в Венгерском походе 1849 года.
12 мая 1851 года получил первый офицерский чин хорунжего, через два года назначен младшим адъютантом Гурьевской линейной команды, затем комиссаром Гурьевских и Сарайчиковых провиантских магазинов. В 1854 был назначен смотрителем войсковых судов Уральского казачьего войска на Каспийском море. 5 мая 1855 года был произведен в сотники, 30 августа 1859 года в есаулы и тогда же был назначен командиром Отдельной Уральской сотни и переведен в форт Перовский. В 1862 году за примерную службу награждён орденом Св. Станислава 3-й степени. В 1864 году сотня была передислоцирована южнее — в недавно взятый русскими войсками город Туркестан.

## Иканский бой

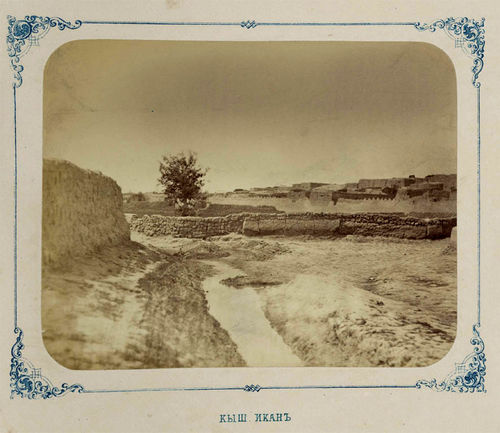
Кишлак Икан

В начале декабря 1864 года до коменданта Туркестана полковника Жемчужникова донеслись слухи о появлении в окрестностях города шайки кокандцев численностью до 400 человек и 4 декабря 1864 года он отправил на осмотр местности и для уничтожения кокандских повстанцев сотню есаула Серова, усиленную 1 пушкой. Возле селения Икан сотня неожиданно наткнулась на главные силы кокандской армии силою около десяти тысяч человек, возглавляемую регентом Кокандского ханства муллой Алимкулом и шедшую брать город Туркестан. Казаки мгновенно были окружены. В течение двух дней (4 и 5 декабря) без пищи и воды уральцы держали круговую оборону в голой степи, прикрываясь телами убитых лошадей. Посланная из Туркестана им на выручку стрелковая рота под командованием поручика Сукорко пробиться не смогла, им помешал отряд султана Сыздыка Кенесарыулы. Небольшой кавалерийский отряд Сыздыка блокировал роту Сукорко со стороны Туркестана и почти двое суток крутил вокруг города. Тогда есаул Серов дал команду сотне пробиваться самостоятельно. Ранним утром 6 декабря казаки встали в каре и пошли сквозь кокандское войско. Пройдя с боем около 15 верст они наконец встретились с новым отрядом из Туркестана и вернулись в крепость.
Всего отряд под командованием Серова состоял из 2 офицеров, 5 урядников, 98 казаков, кроме того к сотне придано 4 артиллериста, фельдшер, обозный и три посыльных казаха. Потери составили: из двух офицеров один убит, сам Серов был ранен в верхнюю часть груди и контужен в голову; из 5 урядников 4 убито, 1 ранен; из 98 казаков 50 убито, 36 ранено, 4 артиллериста ранены; фельдшер, обозный и один казах — убиты.

## После боя

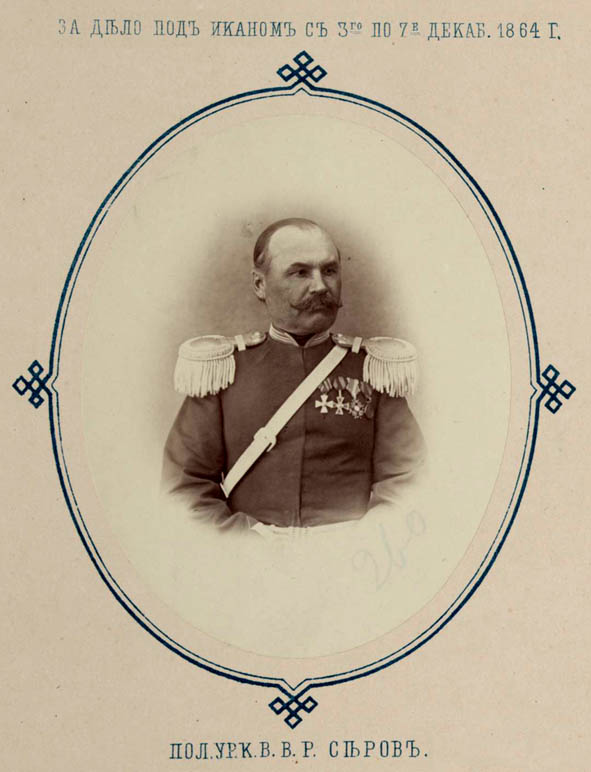
Серов Василий Родионович в звании полковника. 1872 г.

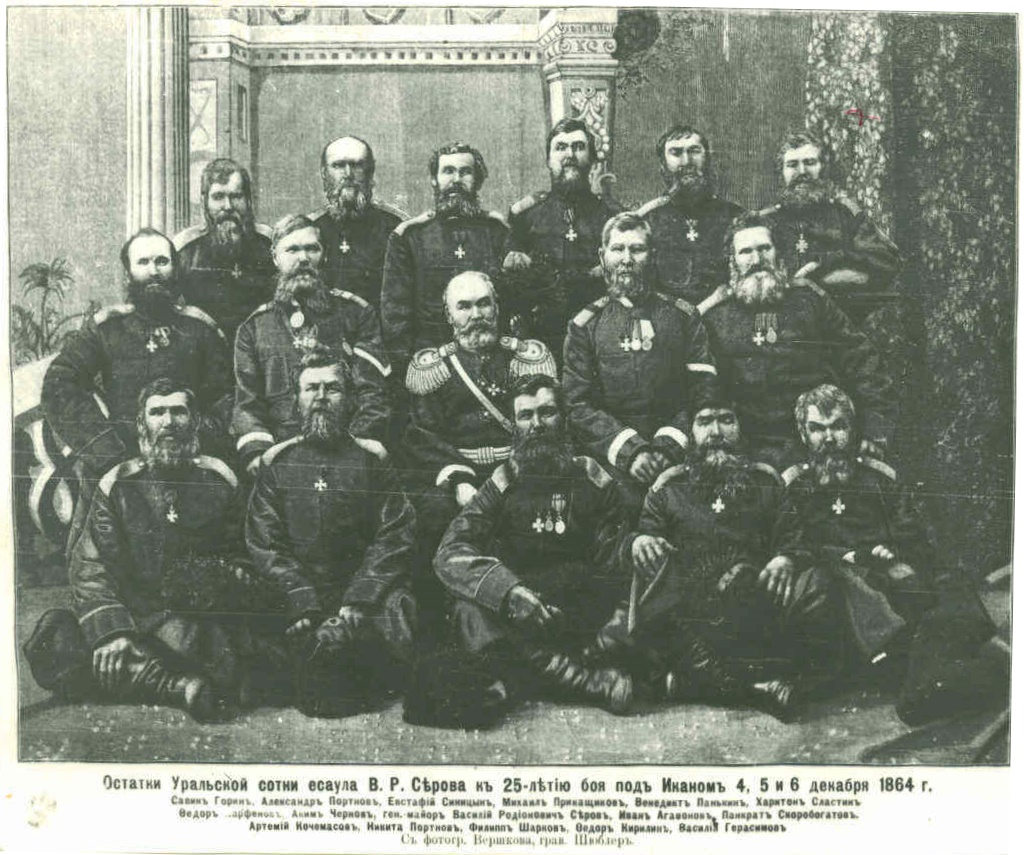
Участники Иканского боя. 1889г. (слева с верх.ряда: C.Горин,А.Портнов,Е.Синицын, М.Примащиков, В.Панькин, Х.Сластик; Ф.Парфенов,А.Чернов, В.Р.Серов, И.Агаевник, П.Скоробогатов; А.Кочемасов,Н.Портнов, Ф.Шарков, Ф.Кирилин,В.Герасимов)

Все выжившие после боя казаки были награждены Знаком отличия военного ордена, сам Серов — орденом Св. Георгия 4-й степени и произведен в войсковые старшины (19 января 1865 года).
7 октября 1884 года в 4-й сотне 2-го Уральского казачьего полка на головных уборах были введены особые знаки отличия за Иканский бой. Впоследствии в Ташкенте в новом городе одна из улиц получила название Иканская. Орудие, захваченное кокандцами в бою, впоследствии было отбито у кокандцев Абрамовым при штурме Ташкента.
После взятия генералом Черняевым Ташкента, войсковой старшина В.Р.Серов был назначен комендантом города, а после официального присоединения Ташкента к Российской империи — начальником туземного населения Ташкента и Сырдарьинской области. В 1866 году награждён орденом св. Владимира 4-й степени.
После отзыва Черняева и назначения на его место генерала Романовского Серов фактически возглавил контрразведку Туркестанской области, работал с перебежчиками из Бухары и Коканда. Из афганских дезертиров создал так называемую «Афганскую роту», успешно проявившую себя в войне с Бухарским ханством в 1868 году.
С 30 мая по 8 июня 1868 года Серов находился в Самарканде, с небольшим гарнизоном, который выдержал осаду многотысячных скопищ шахрисябзцев.
В 1869 году Василий Серов за боевые заслуги в ходе Туркестанских походов был награждён почетным золотым оружием с надписью «За храбрость». 31 марта 1869 года произведён в подполковники и 26 февраля 1872 года — в полковники.

## На Урале
В конце 1872 года вернулся в Гурьев и 15 мая 1874 года был назначен атаманом 2-го Гурьевского отдела Уральского казачьего войска, с 28 декабря 1882 года являлся атаманом 1-го Уральского отдела. Был депутатом от войска на коронации императора Александра III. 15 мая 1883 года производится в чин генерал-майора. В 1878—1889 годах неоднократно исполнял обязанности войскового походного атамана казаков-уральцев. В 1894 году вышел в отставку с производством в чин генерал-лейтенанта. Скончался 14 (27) июля 1901 года, похоронен в Гурьеве.

## Награды
Среди прочих наград Серов имел ордена:
- Орден Святого Станислава 3-й степени (1862 год)
- Орден Святого Георгия 4-й степени (26 января 1865 года, № 10229 по кавалерскому списку Григоровича — Степанова)
- Орден Святого Владимира 4-й степени (1866 год)
- Золотое оружие «За храбрость» (1868 год)
- Орден Святого Станислава 2-й степени (1875 год)
- Орден Святой Анны 2-й степени (1878 год)
- Орден Святого Владимира 3-й степени (1881 год)
- Орден Святого Станислава 1-й степени (1890 год)